# .bf
bf. دامنه اینترنتی کشور بورکینا فاسو است.